# Операционный риск
Операционный риск (англ. Operational risk) — нефинансовый (функциональный) риск, связанный с выполнением компанией бизнес-функций, включая риски мошенничества и внешних событий. Считаясь нефинансовым, тем не менее, приводит к финансовым потерям в случае своего осуществления. Иными словами, это опасность расходов и потерь, связанная с несовершенным претворением намеченного проекта, запланированной работы в жизнь, невозможностью заранее предусмотреть безошибочную последовательность рабочих распорядков и дел — «междудельный» риск. Чаще всего принимается определение, данное в Базель II:
Операционный риск — риск убытка в результате неадекватных или ошибочных внутренних процессов, действий сотрудников и систем или внешних событий. Это определение включает юридический риск, но исключает стратегический и репутационный риски.
Операционный риск присущ всем банковским продуктам, направлениям деятельности, процессам и системам, и эффективное управление операционным риском всегда является одним из основных элементов системы управления рисками банка. В мировой банковской практике управление операционными рисками является ключевой и первостепенной задачей. Операционный риск проникает во все аспекты возможных рисков — он взаимосвязан со всеми другими типами риска, такими как рыночный, кредитный риск, а также риск ликвидности, усложняя их. В отсутствие операционных провалов все другие типы риска значительно менее важны.

## Факторы операционного риска
Основные факторы операционного риска связаны:
- со случайными или преднамеренными действиями людей или организаций, направленными против интересов организации, в том числе несоблюдением требований законодательства и предусмотренных внутренних правил и процедур;
- с несовершенством организационной структуры (распределения обязанностей подразделений и работников), порядков и процедур, а также их документирования, неэффективностью внутреннего контроля и т. д.;
- со сбоями в функционировании систем и оборудования;
- с внешними обстоятельствами вне контроля организации.

## Классификация операционных рисков
Риск персонала — риск потерь, связанный с ошибками и противоправными действиями работников Банка, их недостаточной квалификацией, излишней загруженностью, нерациональной организацией труда в Банке и т. д.
Риск процесса — риск потерь, связанный с ошибками в процессах проведения операций и расчётов по ним, их учёта, отчётности, ценообразования и т. д.
Риск систем — риск потерь, обусловленных несовершенством используемых в Банке технологий — недостаточной ёмкостью систем, их неадекватностью по отношению к проводимым операциям, грубости методов обработки данных, или низкого качества, или неадекватности используемых данных и т. д.
Риски внешней среды — риски потерь, связанные с изменениями в среде, в которой функционирует Банк — изменения в законодательстве, политике, экономике и т. д., а также риски внешнего физического вмешательства в деятельность организации.
Категории типов событий операционного риска согласно Базелю II:
- Внутреннее мошенничество (Internal Fraud)
- Внешнее мошенничество (External Fraud)
- Трудовое законодательство и безопасность труда (Employment Practices and Workplace Safety)
- Клиенты, продукты и правила бизнеса (Clients, Products, & Business Practice)
- Ущерб материальным активам (Damage to Physical Assets)
- Прерывание бизнеса и сбои систем (Business Disruption & Systems Failures)
- Управление исполнением, доставкой и процессами (Execution, Delivery, & Process Management)

Классификация ORX:
В зависимости от уровня в иерархии организации выделяют риски корпоративного уровня, риски бизнес-единицы, риски подразделения.

## Методы оценки операционного риска
В Базеле II предусмотрены следующие подходы к оценке операционного риска банков:
- Подход базового индикатора (BIA, Basic Indicator Approach)
- Стандартизированный подход (TSA, The Standardized Approach) и альтернативный стандартизированный подход (ASA)
- Продвинутые подходы (AMA, Advanced Measurement Approach), включающие в себя такие подходы как:
  - Подход внутреннего измерения (IMA, Internal Measurement Approach)
  - Подход на основе распределения потерь (LDA, Loss Distribution Approach)
  - Подход на основе моделирования сценариев (SBA, Scenario-based approach)
  - Подход оценочных карт или балльно-весовой подход (SCA, Scorecard Approach)

В конце 2015 года после дискуссий в своих рабочих группах Базельский комитет по банковскому надзору (БКБН) принял решение о предстоящем выводе AMA из рамок Базеля II, так как он не оправдал ожиданий по его простоте и сопоставимости. Его предполагается заменить на один универсальный стандартизированный подход, основанный на единой модели, сочетающей в себе достаточную чувствительность c приемлемой простотой и сопоставимостью.
Первоначально (2014—2015 гг.) в качестве такого подхода рассматривался Новый стандартизированный подход (New Standardised Approach, NSA), главное отличие которого от BIA состояло в замене валового дохода (Gross Income, GI) как базы для определения размера операционного риска на Бизнес-индикатор (Business Indicator, BI).
Позже БКБН рассматривал предложения по внедрению Подхода к стандартизированному измерению (Standardised Measurement Approach, SMA), основные положения которого были описаны в консультативном документе «Standardised Measurement Approach for operational risk» (d355, март 2016 г., http://www.bis.org/bcbs/publ/d355.htm Архивная копия от 10 апреля 2016 на Wayback Machine). Неофициальный перевод на русский язык указанного документа выполнен инициативной группой российских риск-менеджеров и размещен на сайте Ассоциации российских банков:http://arb.ru/b2b/discussion/podkhod_k_standartizirovannomu_izmereniyu_operatsionnogo_riska-10005402/ Архивная копия от 22 июня 2016 на Wayback Machine.
Ключевым новшеством SMA стало то, что кроме Компоненты бизнес-индикатора (BI Component), отражающей усредненный операционный риск отрасли, в модель включена Компонента убытков (Loss Component), учитывающая особенности операционного риска конкретного банка по статистике его внутренних убытков за последние годы (не менее 5 лет). В модель также был внесен ряд других новшеств (пополнение составляющих BI, изменение некоторых расчетных формул, введение ряда ограничений и др.).
БКБН в декабре 2017 года принята новая методология стандартизованной оценки операционного риска для целей расчета достаточности капитала в составе программного документа «Basel III: Finalising post-crisis reforms» (глава IV «Minimum capital requirements for operational risk»). Однако не все ранее предлагавшиеся в SMA новшества нашли свое отражение в итоговом варианте документа: https://www.bis.org/bcbs/publ/d424.htm Архивная копия от 6 апреля 2018 на Wayback Machine.  Неофициальный перевод на русский язык главы IV указанного документа выполнен инициативной группой российских риск-менеджеров: http://www.dvbi.ru/risk-management/Basel Архивная копия от 9 апреля 2018 на Wayback Machine.
Как указано в преамбуле указанного документа, внедрение данного подхода в практику (как и большинства других описанных новых подходов) планируется с января 2022 года.

### Ключевые индикаторы операционного риска
Ключевой индикатор операционного риска (KRI, в русском варианте — КИР или КИОР) — показатель, используемый для отслеживания и прогнозирования фактов реализации операционного риска.
Ключевые индикаторы риска используются для регулярного (с различной периодичностью — в зависимости от ключевого индикатора риска) мониторинга подверженности риску, проявления риска и источников (причин) потерь.
Примеры ключевых индикаторов риска: текучесть кадров;количество сбоев оборудования;простои оборудования;количество исправительных ордеров;количество выявленных нарушений законодательства, внутренних документов и др.

### Система мотивации
Без мотивации невозможно ожидать искреннего участия людей в управлении операционными рисками. Стимуляция может быть поощрительной или дисциплинирующей, относится к руководству и к рядовым сотрудникам банка.
Для высшего руководства может быть внедрена бонусная система вознаграждения в виде получаемых акций банка соразмерно с проработанным временем без значительных и катастрофических операционных случаев. Хорошо разработанная, простая и ясная отчётность по операционным рискам также даёт определённый стимул в развитии и поддержке менеджмента операционных рисков.
На уровне низовых подразделений необходимо разработать материальные и моральные стимулы для менеджмента операционных рисков как, для отдельных сотрудников так и для групп (подразделений). Возможно их включение как поддержание системы качества, но этот вопрос остаётся в творческом поле совместной работы менеджера по операционным рискам с отделом по работе с персоналом. В литературе приводится, например, определение лучшего подразделения банка с учётом работы по операционным рискам.
Для повышения культуры работы с операционными рисками этот вопрос часто включают в повестку тимбилдингов под видом разнообразных игровых задач, презентаций и конкурсов.
Например, могут проводиться просмотры юмористических роликов по теме проблем взаимодействия между подразделениями (операционный риск — процессы, персонал). Указанные ролики могут заблаговременно готовится подразделениями, просматриваться на тимбилдинге всем коллективом. Создатели самых смешных роликов могут награждаться ценными призами.